# Puntius chola

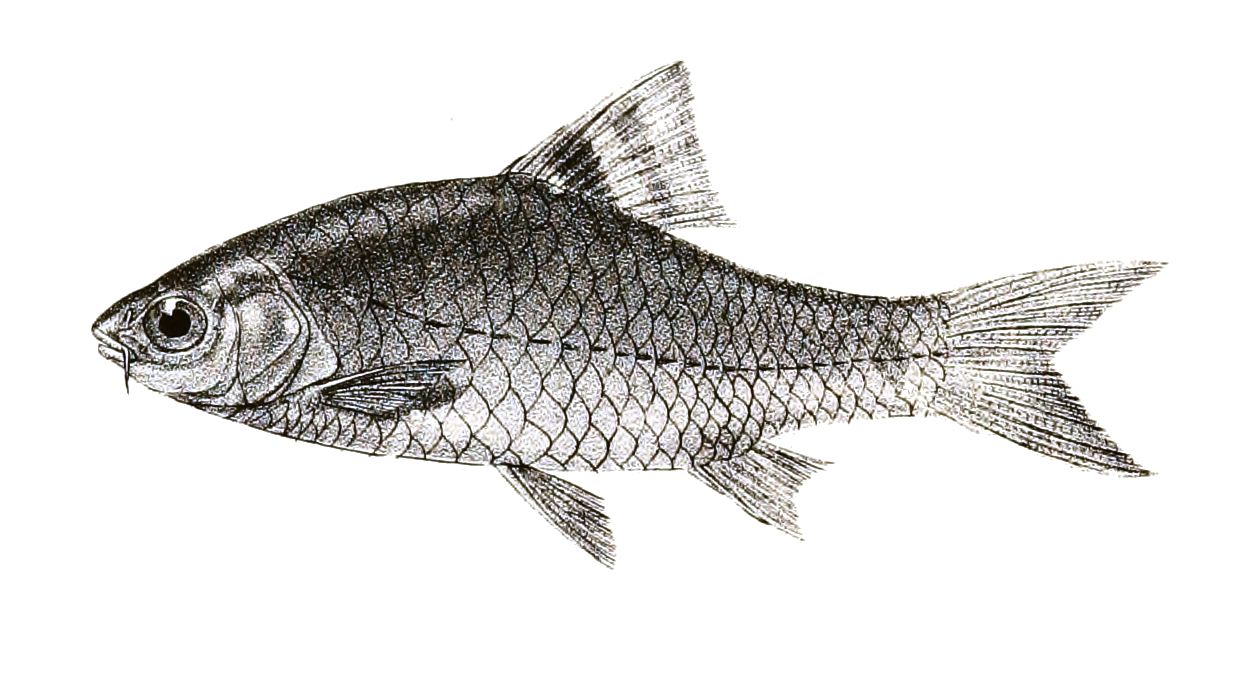
Hình ảnh của loài cá Puntius chola

Swamp barb hay Chola barb (tên khoa học là: Puntius chola) là một loài cá nhiệt đới sống trong môi trường nước ngọt thuộc phân họ Cyprininae của họ cá chép. Nó có nguồn gốc từ vùng biển nội địa ở châu Á và được tìm thấy ở các nước Pakistan, Ấn Độ, Nepal, Bangladesh, Sri Lanka, Bhutan và Myanmar. Loài cá Puntius brevis đôi khi bị hiểu lầm là loài này.
Chúng được đặt tên là Cyprinus chola bởi tiến sĩ Francis Buchanan-Hamilton vào năm 1822, và cũng đã được đề cập đến trong các tài liệu khoa học như Puntius titius, Barbus chola, Capoeta chola, hoặc Barbus titius.In Bengali: পুঁটি
Khi trưởng thành, cá swamp barb sẽ phát triển với chiều dài lên đến 6 inch (15 cm) và nặng tới 60 gram (2,1 ounce). Chúng đẻ trứng ở nhiều nơi và không bảo vệ trứng giống như nhiều loài trong họ cá chép.
Trong mùa sinh sản, con đực có màu đỏ rất nổi bật nhưng kéo dài trong khoảng hai ngày so với loài cá Rosy barb. Còn con cái có sọc màu đỏ và chỉ kéo dài trong khoảng 5 giờ.
Đối với con người, chúng có tầm quan trọng trong việc buôn bán các sinh vật thủy sinh, nuôi trồng và đánh bắt thủy hải sản.
Tình trạng bảo tồn của chúng là ít được quan tâm.

## Môi trường sống
Trong tự nhiên, nó sống trong các dòng suối, sông ngòi, kênh rạch, đầm lầy, ao và các vùng ngập nước nhưng nó thích sống ở các vùng nước nông.
Chúng sống trong những vùng nước có độ pH 6,0 - 6,5, độ cứng của nước từ 8 - 15 dGH và nhiệt độ từ 68–77 °F (20-25 °C). Nó là loài ăn tạp nên thức ăn của nó là giun, động vật giáp xác, côn trùng và thực vật.